# Hiroki Shibuya
Hiroki Shibuya (japanisch 渋谷 洋樹 Shibuya Hiroki; * 30. November 1966 in Hokkaido) ist ein ehemaliger  japanischer Fußballspieler und -trainer.

## Karriere
Shibuya erlernte das Fußballspielen in der Schulmannschaft der Muroran Otani High School. Seinen ersten Vertrag unterschrieb er 1985 bei Furukawa Electric. Der Verein spielte in der höchsten Liga des Landes, der Japan Soccer League. Mit dem Verein wurde er 1985/86 japanischer Meister. 1986 gewann er mit dem Verein den JSL Cup. Mit Gründung der Profiliga J.League 1992 und der damit verbundenen Neuorganisation des japanischen Fußballs wurde der Furukawa Electric zu JEF United Ichihara. Danach spielte er bei Tosu Futures und NTT Kanto (heute: Omiya Ardija). Ende 1997 beendete er seine Karriere als Fußballspieler.
2004 wurde Shibuya Co-Trainer von Omiya Ardija. 2010 wechselte er zu Ventforet Kofu. 2014 kehrte er zu Omiya Ardija zurück. Im August 2014 wurde Shibuya Cheftrainer von Omiya Ardija. Am Ende der Saison 2014 stieg der Verein in die J2 League ab. 2015 wurde er mit dem Verein Meister der J2 League und stieg in die J1 League auf. 2018 wurde Shibuya Trainer von Roasso  Kumamoto. Am Ende der Saison 2018 stieg der Verein in die J3 League ab.

## Erfolge
Furukawa Electric
- Japan Soccer League

Meister: 1985/86
- JSL Cup

Sieger: 1986
Finalist: 1990